# Gonolobus plowmanii
Gonolobus plowmanii är en oleanderväxtart som beskrevs av Morillo. Gonolobus plowmanii ingår i släktet Gonolobus och familjen oleanderväxter. Inga underarter finns listade i Catalogue of Life.